# أليسيا لوتشيانو
أليسيا لوتشيانو (بالإنجليزية: Alicia Luciano)‏ هي متسابقة ملكة الجمال أمريكية، ولدت في 1983 في ستانهوب في الولايات المتحدة.